# Fleisheim
Fleisheim település Franciaországban, Moselle megyében. Lakosainak száma 138 fő (2022. január 1.). Fleisheim Bickenholtz, Hérange, Lixheim, Schalbach, Veckersviller és Wintersbourg községekkel határos.

## Népesség
A település népességének változása:
| Lakosok száma | 135  | 101  | 101  | 115  | 150  | 156  | 148  | 144  | 142  | 138  |
|               | 1968 | 1982 | 1990 | 2006 | 2013 | 2015 | 2017 | 2019 | 2020 | 2022 |